# Афоно
Афоно (англ. Afono) — деревня на северо-восточном побережье острова Тутуила на Американских Самоа. 

## Описание
Деревня Афоно находится у берега залива Афоно, на севере от деревни Ауа на восточной границе Национального парка Американских Самоа. С юга над деревней возвышается гора Рейнмейкер.
Афоно является одной из крупнейших по численности населения деревень на острове. Население деревни составляет 530 человек. Афоно представляет собой деревню из нескольких десятков традиционных соломенных хижин.
Афоно расположена на обратной стороне горы Рейнмейкер. В заливе Афоно во время отлива можно наблюдать галечный пляж.